# خالد خلف
خالد أحمد خلف مطر، هو لاعب كرة قدم كويتي سابق من مواليد 15 أغسطس 1983 في الكويت، وهو ابن مدرب نادي العربي أحمد خلف، وهو أيضا الشقيق الأكبر للاعب النادي العربي خلف أحمد خلف. يلعب حالياً مع النادي العربي الكويتي. شارك مع منتخب الكويت لكرة القدم في العديد من المباريات المهمة وكان من أفضل اللاعبين ومن أهم اهدافه هدفه على العراق وذلك في خليجي 19 في عمان. و حقق مع المنتخب الكويتي لكرة القدم بطولة خليجي 20 في اليمن.

## روابط خارجية
- خالد خلف على موقع قاعدة بيانات كرة القدم.إي يو (الإنجليزية)
- خالد خلف على موقع ناشيونال فوتبول تيمز (الإنجليزية)
- خالد خلف على موقع Soccerway.com (الإنجليزية)